# 聖ペトロ・パルメンタゲート教会
聖ペトロ・パルメンタゲート教会（せいペトロ・パルメンタゲートきょうかい、英: St Peter Parmentergate, Noriwich、別名: パーマウンターゲート（Permountergate））は、イングランドのノーフォーク州シティ・オブ・ノリッジにあるイングランド国教会の冗長された教区教会で第1級指定建築物に登録されている。

## 歴史
この教会は中世に建てられたものであり、1486年に改築されている。キリスト教教会がセント・ジュリアン教会に移転した1980年に閉鎖されている。1994年、ノリッジ歴史的教会トラストがをマグダレーン・グループに貸借した。
2005年にノリッジ中世芸術センターとなる。2019年に中世の戦闘訓練区域として再開された。
2021年、ここはノリッジの老舗スケートショップ「ドラッグストア」の本拠地となった。

## オルガン
かつて教会に設置されていたノルマン・アンド・ベアード社製オルガンの仕様書は国立パイプオルガン登録簿で見ることができる。オルガンはノリッジ・スクールに譲渡された。